# Laurent Freidel
Laurent Freidel est un physicien mathématicien, ancien élève de l'École normale supérieure de Lyon (1994) qui œuvre notamment au sein de l'Institut Perimètre depuis 2002. Il est l'un des spécialistes mondialement reconnus de la gravité quantique et est l'auteur de nombreux articles de référence sur ce sujet.